# Aspiscellaria piscaderaensis
Aspiscellaria piscaderaensis is een mosdiertjessoort uit de familie van de Candidae. De wetenschappelijke naam van de soort is, als Scrupocellaria piscaderaensis, voor het eerst geldig gepubliceerd in 1986 door Fransen.